# Europa der Souveränen Nationen
Europa der Souveränen Nationen (ESN, englisch Europe of Sovereign Nations, französisch L’Europe des nations souveraines) ist seit 2024 eine Fraktion im Europäischen Parlament in der zehnten Wahlperiode, gebildet aus Mitgliedern des Europäischen Parlaments (MdEP) rechtspopulistischer und rechtsextremer Parteien. Die größte Delegation stellt die deutsche Alternative für Deutschland (AfD).
Die Fraktion wurde am 10. Juli 2024 gegründet. Mit derzeit 27 Mitgliedern ist sie die kleinste der acht Fraktionen (Stand 25. März 2025). Im August 2024 gründeten die beteiligten Parteien eine europäische politische Partei gleichen Namens.

## Gründung
| Zeitraum  | Fraktion                                        | Wichtigste Parteien |
| --------- | ----------------------------------------------- | ------------------- |
| 1984–1989 | Fraktion der Europäischen Rechten               | FN, MSI             |
| 1989–1994 | Technische Fraktion der Europäischen Rechten    | FN, REP             |
| 2007      | Identität, Tradition, Souveränität              | FN, PRM             |
| 2009–2014 | Europa der Freiheit und der Demokratie          | UKIP, Lega Nord     |
| 2014–2019 | Europa der Freiheit und der direkten Demokratie | UKIP, M5S           |
| 2015–2019 | Europa der Nationen und der Freiheit            | FN/RN               |
| 2019–2024 | Fraktion Identität und Demokratie               | Lega, RN, AfD       |
| seit 2024 | Patrioten für Europa                            | RN, Fidesz          |
| seit 2024 | Europa der Souveränen Nationen                  | AfD                 |

Pläne zur Gründung einer neuen Fraktion namens Souveränisten durch die AfD wurden kurz nach der Europawahl 2024 bekannt. Die Abgeordneten der AfD waren kurz vor der Wahl aus der Fraktion Identität und Demokratie (ID) ausgeschlossen worden. Die Delegation der AfD schloss den Spitzenkandidaten Maximilian Krah aus und versuchte, wieder in die ID-Fraktion aufgenommen zu werden. Am 4. Juli 2024 kündigte der tschechische Abgeordnete Ivan David (Svoboda a přímá demokracie, SPD) die Gründung einer Fraktion mit der AfD an. Es stünden 28 Abgeordnete aus acht Ländern für die Fraktionsbildung zur Verfügung. Am 8. Juli 2024 gründete sich die Fraktion Patrioten für Europa (PfE) als Nachfolger der ID. Weder die AfD noch die tschechische SPD, die zuvor der ID-Fraktion angehörte, wurden in die PfE aufgenommen. Am 9. Juli 2024 berichteten auch deutsche Medien über die bevorstehende Fraktionsgründung der Fraktion Europa der Souveränen Nationen, die am 10. Juli 2024 vollzogen wurde. Bei Gründung hatte die Fraktion 25 Mitglieder aus acht Ländern.
Neben der deutschen AfD und tschechischen SPD sind Parteien beteiligt, die erstmals in das Europäische Parlament einzogen. Die französische Reconquête war durch Übertritte zum Ende der vorhergehenden Wahlperiode in der Fraktion Europäische Konservative und Reformer (EKR) vertreten, nach einer Spaltung der Partei traten nur die aus der Partei ausgeschlossenen Abgeordneten in die EKR ein. Wasraschdane, Hnutie Republika und Mi Hazánk Mozgalom hatten bereits im April 2024 eine „Erklärung von Sofia“ unterzeichnet, auf der auch das Programm der Fraktion fußen soll. Weitere Unterzeichner, wie das niederländische Forum voor Democratie, hatten den Einzug ins Europaparlament verpasst.
Der deutsche AfD-Abgeordnete Maximilian Krah war nicht Mitglied der Fraktion; er wurde von polnischen und französischen Mitgliedern aufgrund seiner Äußerungen über die SS sowie der Anschuldigungen der Bestechung durch prorussische Kräfte abgelehnt. Krah wechselte im März 2025 in den Deutschen Bundestag, sein Nachrücker Volker Schnurrbusch soll in die ESN-Fraktion aufgenommen werden. Von den beiden Abgeordneten der slowakischen Republika wurde Milan Mazurek aufgrund zu extremer Haltung anfangs nicht in die ESN aufgenommen; erst im Januar 2025 trat er ohne weiteren Kommentar der ESN-Fraktion bei. Die Aufnahme der rumänischen Partei S.O.S. România in die Fraktion wurde von der AfD ebenso abgelehnt wie die Teilnahme des polnischen KKP-Abgeordneten Grzegorz Braun. Die Abgeordneten der Ruch Narodowy, die mit Braun und der Nowa Nadzieja gemeinsam als Konfederacja zu den Wahlen angetreten waren, sprachen sich gegen den Beitritt zu einer Fraktion aus, an der die deutsche AfD beteiligt sei, sie traten Anfang Oktober 2024 der PfE-Fraktion bei. Ursprünglich sollten die drei spanischen Abgeordneten von Se Acabó La Fiesta (SALF) Mitglied der Fraktion werden, sie zogen jedoch ihre Beitrittserklärung kurz vor der konstituierenden Sitzung zurück. Zwei der drei SALF-Mitglieder wurden im Dezember 2024 Mitglied der EKR-Fraktion.
Bei der konstituierenden Sitzung wurden René Aust (AfD) und Stanisław Tyszka (NN) zu Ko-Fraktionsvorsitzenden gewählt, als stellvertretende Vorsitzende Sarah Knafo (Reconquête), Milan Uhrík (Republika) und Stanislaw Stojanow (Wasraschdane).

## Mitglieder
Folgende Abgeordnete schlossen sich der Fraktion an:
| Land        | Partei | Partei                       | Europapartei | Abgeordnete | Abgeordnete |
| Land        | Partei | Partei                       | Europapartei | Anzahl      | Mitglieder |
| ----------- | ------ | ---------------------------- | ------------ | ----------- | --- |
| Bulgarien   | W      | Wasraschdane                 | ESN (b)      | 3/17        | Rada Lajkowa, Stanislaw Stojanow, Petar Wolgin |
| Deutschland | AfD    | Alternative für Deutschland  | ESN          | 15/96       | Christine Anderson, Anja Arndt, René Aust, Arno Bausemer, Irmhild Boßdorf, Markus Buchheit, Petr Bystron, Siegbert Droese, Tomasz Froelich, Marc Jongen, Alexander Jungbluth, Mary Khan-Hohloch, Hans Neuhoff, Alexander Sell, Volker Schnurrbusch (seit 4. April 2025) |
| Frankreich  | Rec!   | Reconquête                   | ESN          | 1/81        | Sarah Knafo |
| Litauen     | TTS    | Tautos ir teisingumo sąjunga | ESN          | 1/11        | Petras Gražulis |
| Polen       | NN     | Nowa Nadzieja (a)            | ESN          | 3/53        | Marcin Sypniewski, Stanisław Tyszka, Ewa Zajączkowska-Hernik |
| Slowakei    | REP    | Hnutie Republika             | ESN          | 2/15        | Milan Mazurek (seit 22. Januar 2025), Milan Uhrík |
| Tschechien  | SPD    | Svoboda a přímá demokracie   | (ESN) (c)    | 1/21        | Ivan David |
| Ungarn      | MHM    | Mi Hazánk Mozgalom           | ESN          | 1/21        | Zsuzsanna Borvendég |
| Summe       | Summe  | Summe                        | Summe        | 27/720      | 27/720 |